# Rutledge, Minnesota
Rutledge là một thành phố thuộc quận Pine, tiểu bang Minnesota, Hoa Kỳ. Năm 2010, dân số của thành phố này là 229 người.

## Dân số
- Dân số năm 2000: 196 người.
- Dân số năm 2010: 229 người.